# Jewgeni Michailowitsch Lifschiz
Jewgeni Michailowitsch Lifschiz (in deutschen Buchausgaben auch Lifschitz, ukrainisch Євге́н Миха́йлович Лі́фшиць,  russisch Евгений Михайлович Лифшиц, englisch Evgeny Mikhailovich Lifshitz; * 8. Februarjul. / 21. Februar 1915greg. in Charkow, Russisches Kaiserreich; † 29. Oktober 1985 in Moskau) war ein sowjetischer Physiker. Sein jüngerer Bruder war der Festkörperphysiker Ilja Michailowitsch Lifschiz.

## Leben und Werk
Lifschiz war der Sohn eines jüdischen Medizinprofessors aus Charkiw in der heutigen Ukraine und studierte ab 1929 zunächst an einer Chemie-Schule, danach an der Fakultät für Physik und Mechanik am Maschinenbauinstitut in Charkiw. 1933 machte er sein Diplom und wurde dann Schüler von Lew Landau am Physikalisch-Technischen Institut in Charkiw, wo er 1934 promovierte. Danach war er dort Forschungsassistent und erwarb 1939 seinen russischen Doktorgrad (Habilitation) an der Universität Sankt Petersburg. Ab 1939 war er am Institut für Physikalische Probleme der Akademie der Wissenschaften in Moskau. Außerdem lehrte er u. a. an der Universität Charkiw, den Instituten für chemische Technologie und für Maschinenbau und Mechanik in Charkiw, der Lomonossow-Universität und dem Moskauer Pädagogischen Institut.
Lifschiz ist auf dem Gebiet der allgemeinen Relativitätstheorie sehr bekannt für seine Beiträge zur BKL-Singularität (Belinski-Chalatnikow-Lifschiz-Singularität). Noch bis ins Jahr 2006 wurde dies als eines der wichtigen offenen Probleme der klassischen Gravitationstheorie angesehen.
Nachdem der niederländische Physiker Hendrik Casimir 1948 die Wirkung der später nach ihm benannten Kraft vorhersagte, wonach sich ungeladene, extrem nahe parallel angeordnete Metallplatten, zwischen denen sich ein Vakuum befindet, anziehen, erweiterte Lifschiz im Jahre 1956 diese Theorie. Lifschiz sagte voraus, dass die Casimir-Kraft nicht nur anziehend zu wirken vermag, sondern auch abstoßend. Er berechnete die Kraft, die zwei ungeladene Objekte aus beliebigem Material aufeinander ausüben, wenn sich dazwischen ein elektrisch polarisierbares Medium befindet. Erst im Jahre 2008 wurde diese Vermutung von Federico Capasso und seinen Mitarbeitern an der Harvard-Universität bestätigt.
Zusammen mit Lew Landau (und später einigen anderen Ko-Autoren, das Werk wurde erst 1979 vollendet) verfasste er das zehnbändige „Lehrbuch der theoretischen Physik“, das weltweit richtungsweisend wurde. Er war Schüler und einer der engsten Mitarbeiter von Landau und zählte zur sogenannten Moskauer Schule der theoretischen Physik.
Seit 1966 war er korrespondierendes Mitglied und seit 1979 volles Mitglied der Sowjetischen Akademie der Wissenschaften. 1954 erhielt er den Staatspreis der UdSSR und 1962 mit Landau den Leninpreis für ihren Kurs in Theoretischer Physik. 1974 erhielt er den Landau-Preis und 1958 den Lomonossow-Preis. 1982 wurde er zum auswärtigen Mitglied der Royal Society gewählt. Lifschiz war langjähriger Herausgeber der russischen Zeitschrift für Experimentelle und Theoretische Physik (Журнал экспериментальной и теоретической физики, JETP).